# Hélène ou la Joie de vivre

Hélène ou la Joie de vivre est une pièce de théâtre d'André Roussin et Madeleine Gray d'après le roman de John Erskine. Elle fut créée sur la scène du Théâtre de la Madeleine le 12 décembre 1952.
Il s'agit d'une comédie reprenant les personnages de l'Iliade.
Le texte de la pièce a été publié par L'Avant-scène théâtre en 1953 (no 77).

## Théâtre de la Madeleine,1952
- Mise en scène : Louis Ducreux
- Décors et costumes : Georges Wakhévitch
- Personnages et interprètes :
  - Hélène : Sophie Desmarets
  - Ménélas : Pierre Dux
  - Etéonéus : Louis Ducreux
  - Télémaque : François Gabriel
  - Hermione : Anna Gaylor

## Théâtre de la Madeleine,1961
- Mise en scène : Louis Ducreux
- Décors et costumes : Georges Wakhévitch
- Personnages et interprètes :
  - Hélène : Suzanne Flon
  - Ménélas : Pierre Dux
  - Etéonéus : Roger Carel
  - Télémaque : Jean Tristan
  - Hermione : Françoise Petit
  - Un serviteur : Michel Creton
  - Un serviteur : Jérôme Heurtaux